# 普瓦維
普瓦維（波蘭語：Puławy，發音：[puˈwavɨ] ⓘ）是位於波蘭東部的城市，屬於盧布林省，普瓦維縣的行政中心，人口約4.3萬人。在1846至1918年期間，該城被稱為新亞歷山德里亞（俄語：Новая Александрия / Новоалександрия）。市內有聖母升天教堂和恰尔托雷斯基宫等名勝。

## 姐妹城市
- 乌克兰 博亞爾卡
- 葡萄牙 布朗库堡
- 乌克兰 杜布利亞內
- 白俄羅斯 涅斯維日
- 德国 施滕达尔

前姐妹城市，雙方因“无LGBT区”的設立而撤銷姐妹城市關係：
- 法國 杜埃[2]
- 荷蘭 尼沃海恩[3][4]